# 皮謝維齊亞
47°53′20″N 32°43′16″E / 47.88889°N 32.72111°E
皮謝維齊亞（烏克蘭語：Пищевиця），是烏克蘭南部的村莊，隸屬尼古拉耶夫州的巴什坦卡區。該村始建於1880年，面積0.05平方公里，海拔高度102米，2001年人口17，人口密度每平方公里326.9人。